# NASA Extragalactic Database
NASA Extragalactic Database (abreviado NED) es una base de datos astronómica en línea para astrónomos profesionales que compagina y correlaciona la información astronómica sobre objetos astronómicos (galaxias, cuásares, radiofuentes, fuentes de rayos X y fuentes de infrarrojo, etc.) que se encuentran más allá de la Vía Láctea. NED es operada por el Jet Propulsion Laboratory en el campus del California Institute of Technology, bajo contrato con la NASA.
A fecha 12 de octubre de 2007, NED contiene 10,1 millones de objetos astronómicos distintos, con 15,5 millones de referencias cruzadas, así como medidas de diámetro, posición y corrimiento al rojo para 659.000 objetos. Asimismo, tiene enlaces a artículos y resúmenes cuya búsqueda puede realizarse en función de determinado objeto o autor.